# Ville-Savoye
Ville-Savoye ist eine französische Gemeinde mit 83 Einwohnern (Stand: 1. Januar 2022) im Département Aisne in der Region Hauts-de-France (frühere Region: Picardie). Sie gehört zum Arrondissement Soissons und zum Kanton Fère-en-Tardenois. Die Gemeinde trägt das Croix de guerre 1914–1918.

## Geographie
Die Gemeinde Ville-Savoye liegt an der Grenze zum Département Marne etwa auf halbem Weg zwischen den Städten Soissons und Reims. Im Norden begrenzt die Vesle die Gemeinde. Nachbargemeinden von Ville-Savoye sind Bazoches-et-Saint-Thibaut im Norden und Westen, Fismes im Osten und Mont-Saint-Martin im Süden.

## Bevölkerungsentwicklung
| Jahr                       | 1962 | 1968 | 1975 | 1982 | 1990 | 1999 | 2006 | 2016 | 2022 |
| Einwohner                  | 64   | 64   | 71   | 55   | 55   | 58   | 58   | 82   | 83   |
| Quellen: Cassini und INSEE |      |      |      |      |      |      |      |      |      |

## Sehenswürdigkeiten
- Schloss aus dem 15. Jahrhundert, 1927 teilweise als Monument historique eingetragen (Base Mérimée PA00115989)
- Pfarrkirche Saint-Vaast (Ausstattung Base Palissy IA02002165)

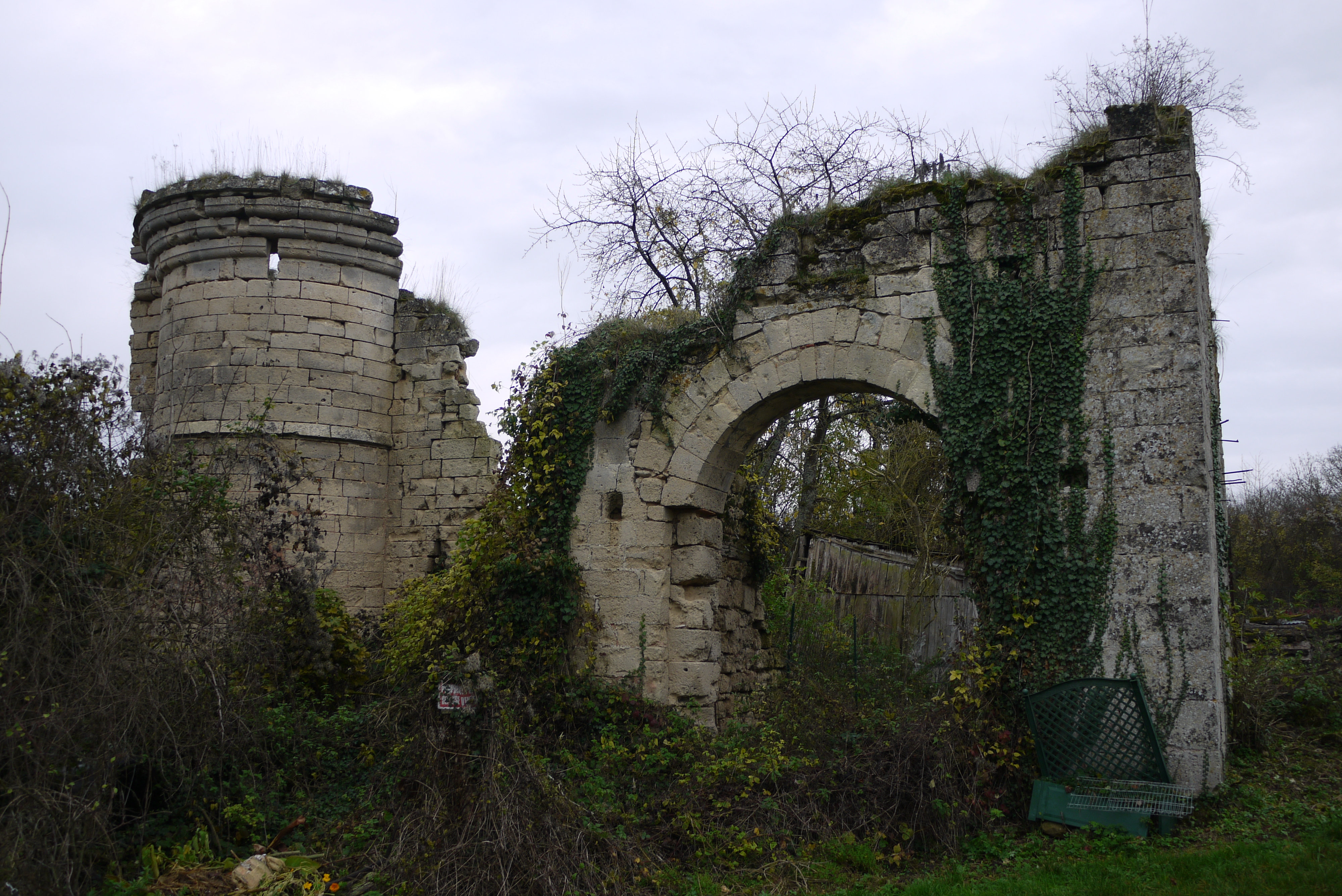
Schlossruine
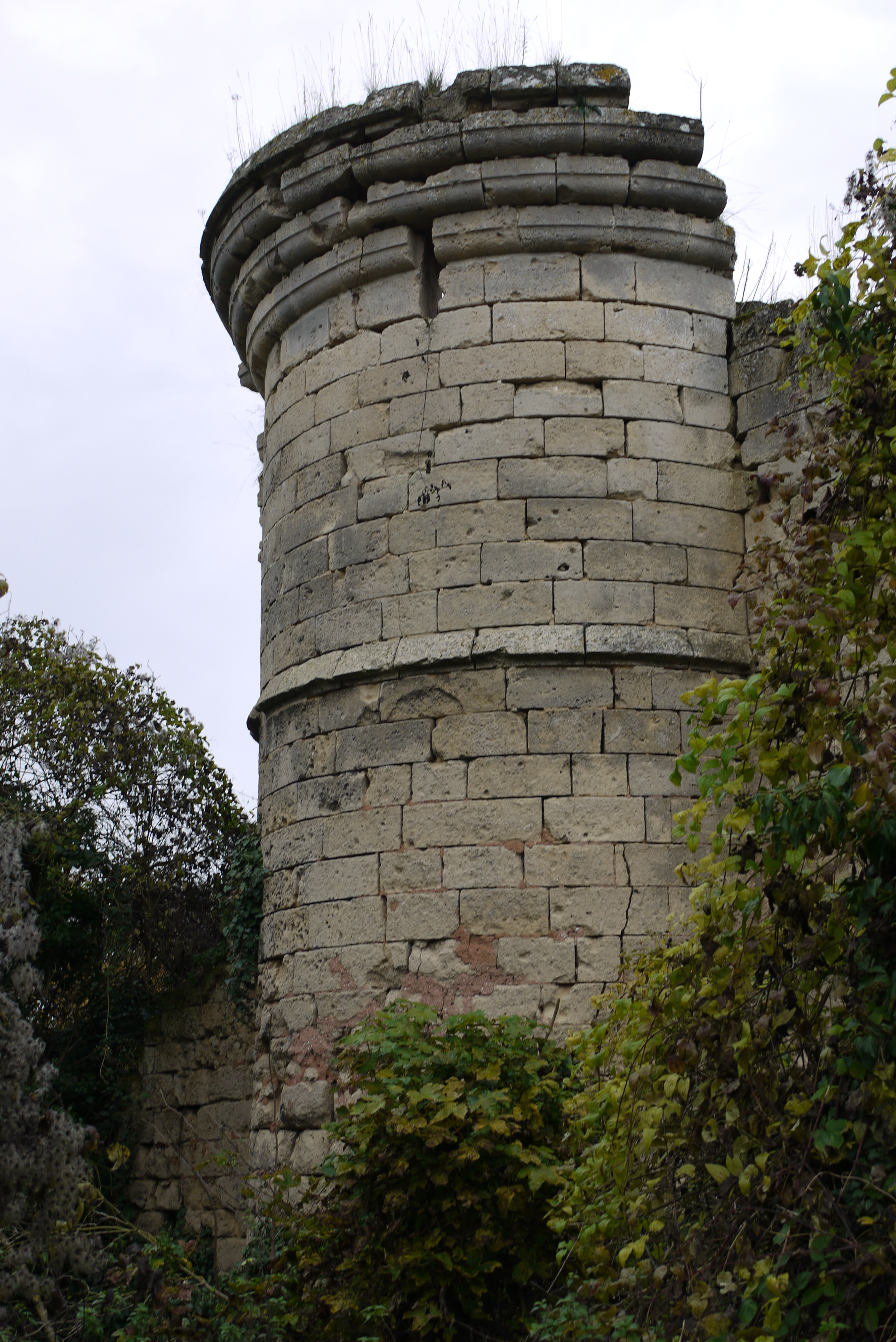
Schlossturm